# The Evil Dead
The Evil Dead (titulada Posesión infernal en España, Diabólico en Argentina y Uruguay, El despertar del Diablo en México y Muerte diabólica en Perú) es una película estadounidense de 1981, dirigida y escrita por Sam Raimi. La cinta está protagonizada por Bruce Campbell y Ellen Sandweiss. Su trama gira en torno a un grupo de jóvenes que decide pasar unos días en una cabaña abandonada en el bosque, siendo su estancia interrumpida por el ataque de un espíritu que fue despertado por los personajes. 
Se considera un icono del cine de terror de serie B y tras su éxito le siguieron dos secuelas, Evil Dead II y Army of Darkness, así como una nueva versión homónima. En 2015 se estrenó en el canal Starz la serie Ash vs. Evil Dead, la cual es una secuela directa de las tres primeras películas. La franquicia a la que dio origen también incluye cómics, videojuegos y un musical.

## Argumento
Cinco estudiantes universitarios —Ash (Bruce Campbell), Linda (Betsy Baker), Cheryl (Ellen Sandweiss), Scott (Richard DeManincor) y Shelly (Theresa Tilly)— se internan en los bosques de Tennessee para pasar un fin de semana en una cabaña abandonada. Los jóvenes comienzan a experimentar extraños sucesos, causados por la presencia del denominado «Libro de los Muertos» (el Necronomicón Ex Mortis, encuadernado en piel humana y escrito con sangre), que estaba dentro de la cabaña. Junto a él encuentran una grabadora que contiene una cinta, la cual fue grabada por el dueño de la cabaña, un arqueólogo que recita algunos pasajes del libro. Al ser reproducida por los estudiantes, provoca el despertar de los espíritus que estaban aletargados y que habitan en el bosque. 
Cheryl, hermana de Ash, es hipnotizada por la voz de un espíritu y sale de la cabaña en medio de la noche. Una vez lejos de la cabaña, es atacada y violada por las ramas de unos árboles, pero logra escapar. El resto de los jóvenes no cree su historia, y piensan que fue atacada por un animal salvaje. Ash decide llevarla al pueblo para que pase la noche allí, pero descubren que el único puente que los conecta con la civilización ha sido destruido. De regreso en la cabaña, Cheryl es poseída por los espíritus del bosque y apuñala a Linda, novia de Ash, en el tobillo con un lápiz. Scotty forcejea con Cheryl y la encierra en el sótano. Shelly, la novia de Scotty, también es poseída por los espíritus y ataca a su pareja, pero Scotty logra matarla con un hacha. Afectado por la muerte de su novia, Scotty sale al bosque en busca de un camino que los lleve de vuelta al pueblo.
Ash va a la habitación de Linda para ver cómo está, pero ella también ha sido poseída. Scotty regresa malherido producto del ataque de los árboles y le dice a Ash que encontró un camino a través del bosque que los puede llevar de vuelta a la civilización. Scotty se desmaya y Ash intenta sanar sus heridas, pero muere desangrado. Tras esto, Ash es atacado por Linda con una daga, pero logra clavarla en el pecho de la joven poseída. Creyendo que está muerta, Ash la lleva a una bodega donde la intenta desmembrar con una motosierra, pero no se atreve a hacerlo. Cuando Ash intenta enterrar su cadáver, Linda lo ataca y vuelven a pelear, pero Ash logra decapitarla con una pala.
Al regresar a la cabaña, Ash descubre que Cheryl escapó del sótano. Armado con una escopeta, Ash encuentra a Cheryl fuera de la cabaña y le dispara en el hombro, sin causarle mayor daño. Tras bloquear las puertas de la cabaña, Ash baja al sótano para buscar más cartuchos de escopeta. Allí, el protagonista experimenta diversos sucesos paranormales, como voces misteriosas y sangre que emana de grietas en las paredes. Posteriormente, el cadáver de Scotty es poseído por los espíritus e intenta matar a Ash, pero éste lo vence arrancándole los ojos. Posteriormente, Ash se da cuenta de que el Libro de los Muertos ha caído cerca de la chimenea y se está quemando, al igual que los cuerpos de Cheryl y Scotty. 
Cheryl entra a la cabaña y tumba a Ash. Mientras Scotty lo sujeta, Cheryl intenta golpearlo con un atizador de la chimenea. A pesar de esto, Ash logra agarrar el Libro de los Muertos y lo arroja al fuego, provocando que los cuerpos de Cheryl y Scotty se pudran y caigan a pedazos. Creyendo que los espíritus fueron derrotados, Ash sale de la cabaña mientras está amaneciendo. Sin embargo, uno de los espíritus atraviesa el bosque y la cabaña atacando al protagonista, quien suelta un grito.

## Reparto
- Bruce Campbell - Ashley «Ash» Williams
- Ellen Sandweiss - Cheryl Williams
- Betsy Baker - Linda
- Richard DeManincor - Scotty
- Theresa Tilly - Shelly
- Bob Dorian - Profesor Knowby

## Producción
El director Sam Raimi había filmado películas durante años con ayuda de sus compañeros de universidad y amigos. En 1979, formó la compañía Renaissance Pictures junto a Robert Tapert y Bruce Campbell con el objetivo de producir su primer largometraje, The Evil Dead. La cinta fue financiada gracias a las ganancias obtenidas con su trabajo anterior, Within the Woods, una película de 30 minutos de duración que presentaba una trama similar a The Evil Dead. Ambas fueron protagonizadas por Campbell. Según Raimi, el objetivo de Within the Woods era «que los inversionistas creyeran en la película». The Evil Dead contó con un presupuesto aproximado de $375.000 dólares.
Entre las personas que trabajaron en The Evil Dead estaba Joel Coen, quien participó como editor asistente de la película. La cinta fue filmada en una cabaña ubicada en los alrededores de Morristown (Tennessee). El rodaje duró cerca de tres meses, y se realizó con una película de 16 mm. Tras este periodo, fueron filmadas algunas escenas extra en la casa de Raimi, ubicada en Franklin (Míchigan).
En la película se utilizaron unas tomas en las cuales la cámara perseguía a gran velocidad a algunos personajes, representando así una visión en primera persona del espíritu que los ataca. Dichas tomas se realizaron montando la cámara en una tabla de madera, la cual era operada por dos personas que la iban moviendo a gran velocidad a través del bosque.

## Estreno
The Evil Dead fue estrenada el 15 de octubre de 1981 en Detroit (Míchigan). Al año siguiente fue presentada en varios festivales de cine, incluyendo los de Cannes, Londres y Sitges. La cinta fue titulada Posesión infernal en España, El despertar del diablo en México, Diabólico en Argentina y Muerte diabólica en Perú.

### Censura
Debido a su gran contenido de violencia, la versión original fue prohibida en muchos países, incluyendo Suecia, Malasia, Irlanda, Singapur e Islandia. En Alemania la película fue prohibida al público durante casi diez años. En estos años circulaba clandestinamente en el mercado negro. Fue mostrada al público en el año 1992 con varias ediciones y censuras, hasta que en el año 2001 fue lanzada en DVD sin cortes.
En el Reino Unido la película fue evaluada por el BBFC en agosto de 1982, que cortó 49 segundos del material, y la calificó para mayores de 18 años. En 1984, tras la entrada en vigencia de la Video Recording Acts, The Evil Dead fue retirada del mercado por el organismo, debido a que su contenido era considerado «obsceno». La película volvió al mercado en 1990, tras ser cortados 66 segundos del material original y siendo clasificada nuevamente para mayores de 18 años. La versión sin cortes de la cinta fue autorizada en 2001, con el lanzamiento del DVD.

## Recepción
The Evil Dead obtuvo una buena respuesta por parte de la crítica cinematográfica. En el sitio web Rotten Tomatoes posee un 86% de comentarios «frescos», basado en un total de 51 críticas. Stephen Garrett de la revista Time Out escribió: «Deficiente en caracterización y trama pero fuerte en la atmósfera de terror [...] esta película mezcla la fantasía del cómic con recientes joyas del género como Carrie y Texas Chain Saw Massacre en un efecto impresionante». La revista Variety también destacó la atmósfera lograda por el director y elogió el trabajo de cámara. Mientras los productores mostraban la cinta a varios distribuidores en el Festival de Cine de Cannes, el escritor Stephen King se refirió a ella como «la película de terror más original del año». Esto, según palabras del actor Bruce Campbell, sirvió como una estrategia de mercadotecnia, obteniendo así una mejor reputación entre las audiencias.
Los comentarios negativos se centraron en la violencia de la película. El crítico de cine Stephen Hunter escribió: «The Evil Dead posee una gran cantidad de gore, ataca tu sensibilidad como la fuerza de invasión del día D y te cubre de cadáveres hasta los ojos, pero no tiene ninguna idea central. No tiene una idea en absoluto [...] es tan primitiva que es esencialmente una película casera». El escritor Josh Levine sostuvo que la película «no destaca dentro del género [...] uno podría fácilmente argumentar que la película explota los impulsos más bajos de la audiencia adolescente; la posesión de una joven, por ejemplo, no es más que una escena de violación sobrenatural. Sexo matizado, violencia gratuita - ¿existe una manera más fácil de atraer a la audiencia?».
En 2005, la revista británica Total Film la ubicó en el puesto número 17 de las 50 mejores películas de terror de la historia. Cinco años más tarde, la revista Wired la incluyó entre las 25 mejores películas de terror de todos los tiempos. La Chicago Film Critics Association, por su parte, la ubicó en el puesto número 37 de «las películas más aterradoras». En septiembre de 2011 la revista Time la incluyó entre las 10 mejores películas sobre casas embrujadas.

## Adaptaciones
El éxito de la película ha permitido su adaptación a diversos medios. En 1984 fue lanzado un videojuego homónimo por la compañía Palace Software para Commodore 64. El protagonista de la historia es Ash, quien controlado por el jugador debe evitar que un espíritu posea a sus amigos. Toda la acción ocurre dentro de la cabaña de la película. También fue lanzado para el Sinclair ZX Spectrum junto al juego Cauldron. Posteriormente se lanzaron otros videojuegos, que no estuvieron basados exclusivamente en la primera película sino que en toda la franquicia. Los títulos son: Evil Dead: Hail to the King (2000), Evil Dead: A Fistful of Boomstick (2003), Evil Dead: Regeneration (2005), Army of Darkness Defense (2011), el videojuego para móviles con iOS: Evil Dead: The Game (2011) y el videojuego para consolas de sobremesa y Windows: Evil Dead: The Game (2022).
Un musical basado en la trilogía fue presentado por primera vez en el festival Just for Laughs en 2004. Desde entonces la obra ha recorrido varias ciudades de Estados Unidos, recibiendo comentarios positivos por parte de la crítica. El musical pertenece al género de la comedia, y parodia algunos aspectos del cine de terror en general y de The Evil Dead en particular. La trama combina elementos y personajes de las tres películas de la saga.
En enero de 2008 la editorial Dark Horse Comics comenzó a publicar una miniserie de historietas basadas en la película, la cual fue escrita por Mark Verheiden e ilustrada por John Bolton. La serie tuvo un total de cuatro números.

## Secuelas y nueva versión
En 1987 se estrenó una secuela de la película, titulada Evil Dead II. La cinta fue nuevamente dirigida por Sam Raimi y protagonizada por Bruce Campbell. Los primeros minutos de Evil Dead II vuelven a contar la historia de la primera película, cambiando algunos elementos. El plan de Raimi era utilizar escenas de The Evil Dead, pero debido a problemas con las compañías distribuidoras debió filmar nuevamente las escenas. La secuela contó con un presupuesto de 3,6 millones de dólares, casi diez veces mayor al de The Evil Dead. Entre los demás actores que participan se encuentran Sarah Berry, Dan Hicks, Kassie Wesley y Denise Bixler.
Una tercera parte de la saga, titulada Army of Darkness (o El ejército de las tinieblas para España e Hispanoamérica), fue estrenada en 1992. La película fue nuevamente dirigida por Raimi y protagonizada por Campbell. La historia está ambientada en el año 1300, época a la que fue transportado Ash tras ser atrapado por un portal creado al final de Evil Dead II. El proyecto contó con un presupuesto estimado de 13 millones de dólares. El reparto de la película contó con actores como Embeth Davidtz, Marcus Gilbert, Ian Abercrombie, Bridget Fonda y Richard Grove.
En julio de 2011 se anunció la filmación de una nueva versión de The Evil Dead, dirigido por el uruguayo Fede Álvarez. Sam Raimi, Robert Tapert y Bruce Campbell participaron como productores de la película, a través de su compañía Ghost House Pictures. Entre las personas ligadas al proyecto se encuentra Diablo Cody, que revisó el guion escrito por Álvarez y Rodo Sayagues. Protagonizado por Jane Levy, que comparte pantalla con los actores Shiloh Fernandez, Lou Taylor Pucci, Elizabeth Blackmore y Jessica Lucas.
En octubre de 2015, la cadena de televisión Starz estrenó la serie Ash vs. Evil Dead, ambientada 30 años después de los hechos narrados en El ejército de las tinieblas. En ella se muestra a un Ash (interpretado nuevamente por Bruce Campbell) envejecido que trata de escapar de los terrores vividos en las películas, pero cuando una plaga de demonios amenaza con destruir a la humanidad el personaje se ve obligado a enfrentarse a ellos. El reparto también incluye a Dana DeLorenzo, Jill Marie Jones, Lucy Lawless y Ray Santiago.

## Premios
| Año  | Premio                     | Categoría                                                | Receptor(es) | Resultado |
| ---- | -------------------------- | -------------------------------------------------------- | ------------ | --------- |
| 1983 | Premios Saturn             | Mejor película de bajo presupuesto                       |              | Ganadora  |
| 1982 | Festival de Cine de Sitges | Clavel Medalla de Plata a los mejores efectos especiales | Tom Sullivan | Ganador   |
| 1982 | Festival de Cine de Sitges | Premio Internacional de la crítica                       | Sam Raimi    | Ganador   |